# クローズLADIES
『クローズLADIES』（クローズ・レディース、CROWS LADIES）は、鈴木ダイの少年漫画。

## 概要
初回は、秋田書店の漫画雑誌『月刊少年チャンピオン』2009年10月号（同年9月5日発売）にて、髙橋ヒロシの画業20周年を記念したスペシャル企画における“トリビュート・コミック”の第2弾として読みきりの短編作品が掲載された。本編『クローズ』の第64話（単行本第18巻に収録）をモチーフに描かれている。この読み切りが好評だったため、2010年1月6日発売の2月号にアンコールということで、第51話（単行本『クローズ』15巻に収録）をモチーフに描かれた作品が掲載された。
読み切り作品ではあるものの、トリビュートということで、"第64話「逆転の発想!」"・"第51話「櫻の下で…」"の副題が付いている。「逆転の発想」ということで、『クローズ』にはほとんど女性（のキャラクター）が登場しないが、本作には女性しか登場しないという演出が徹底されている。

## ストーリー
『クローズ』で登場した「不良少年」は、本作では「イイ女」となっていて、"不良＝イイ女”ではなく、不良少年をイイ女に置き換え、喧嘩（と可愛らしさ）で競い合う。
第64話「逆転の発想!」（原題：「海の見える街へ!」）
八間千代という女が頭をはる「ラビット・イヤー」という集団が男子校のイケメンをそそのかし、そのイケメンを使いテル美を騙した。さらにラビット・イヤーは、テル美（10万）・鍵子（10万）・パル子（8万）の首にも賞金をかけた。パル子は、テル美の仇討ち（と2万円安かったことの報復）に出るため仲間を集う。
作中で名前は出ないが、パル子が集めた集団は"パル子・アンド・デンジャラーズ"ということになる。
第51話「櫻の下で…」（原題：「桜の下で…」）
不良達の卒業式として神社に「イイ女」達が集まり、「一番イイ女」の決闘が始まろうとしている。

## 登場人物

### 第64話「逆転の発想!」
パル子（パルこ）
お団子頭の女の子で、その"ポンポン"を触ろうとすると嫌がる。喋り方が舌足らずで小柄なこともあり子供っぽい雰囲気。
→春山 孝一（県南の五人組）
三島文子（みしま ふみこ）
国武リョウコ（こくぶ リョウコ）
和装戦線のメンバーの女の子で、2人とも岡っ引き風の和服を着ている。
→三島 文太・国武 亮太（武装戦線・四代目）
お龍（おりゅう）
和装戦線のメンバーで和服を着ている女の子。キセルを喫っていて、喋り方も古風。着物の中にたくさん武装している。
→九能 龍信（武装戦線・四代目ヘッド）
坊屋春華（ぼうや はるか） / ハルカ
髪が長く、前髪をポンパドールにしている元気のよい女の子。スカジャンに尻の割れ目が見えるほどの超ローライズの編み上げパンツを履いている。
あくまでもポンパドールでリーゼントではない。「ザ・ストロンゲスト・アンド・ハイエスト・ガールズ・ナックル」という必殺技を持っていて、鍵子も敵わなかったとのこと。
→坊屋 春道（鈴蘭男子高校・第25期生）
ビトーニャ
お嬢様のようなロリータスタイルの女の子。ブーツの先にいろんな武器が仕込んである。
お龍とは犬猿の仲で、名前も容姿も外国人風。
→美藤 竜也（鳳仙学園）
木島鍵子（きじま キーコ）
左頬に傷がある女の子。
→木島 好一（県南の五人組）
以下、名前のみの登場
テル美（テルみ）
→藤川 輝（県南の五人組）
八間千代（やま ちよ） / 八千代（はっちょー）
→八間 丁次（スネイク・ヘッズ）
陣内公湖（じんない コーコ） / ココ
→陣内 公平（スネイク・ヘッズ副ヘッド、県南の五人組）
ラビット・イヤー（ウサギの耳）
→スネイク・ヘッズ （ヘビの頭）

### 第51話「櫻の下で…」
※作中で名前が出ている人物のみ記述、それ以外の人物は割愛（総勢28人登場）。
ビトーニャ姉妹（ビトーニャしまい）
木島鍵子（きじま キーコ）
テル美（テルみ）
お龍（おりゅう）
三島文子（みしま ふみこ）
国武リョウコ（こくぶ リョウコ）
アゲ滝連合（あげたきれんごう）
→黒焚連合
阪東（ばんどう）
→阪東 秀人（鈴蘭男子高校・第24期生）
ヒロミ
→桐島 ヒロミ（鈴蘭男子高校・第25期生）
坊屋春華（ぼうや はるか） / ハルカ
安（アン）
ハルカの見張り番。少しドジな巨乳のメガネっ娘。
→ヤス（安田 泰男）（鈴蘭男子高校・第26期生）
メリンダ
クマのぬいぐるみを持った少女のような女の子。たくさんの名の通った連中を一目で骨抜きにした（可愛らしさで）。
→リンダマン（林田 恵）（鈴蘭男子高校・第24期生）
胡蝶蘭女子校（こちょうらん じょしこう）
→鈴蘭男子高校（すずらん だんしこうこう）

## その他
- リメイクではなくトリビュートということで、コマ割り・台詞・立ち位置など、原作に対してほぼ忠実に描かれている。但し、ページ数は要約されている。
- 最後のページで「何だこの漫画は～!」と師匠に怒られる作者が描かれた（初回）。さらに2回目の最後のページは、またまた怒る師匠と隠れる作者が描かれている。
- 初回の物語の主人公はパル子のようになっているが、扉絵や作品の告知などはすべてハルカが描かれている。そして2回目はハルカをメインにして描かれている。

## 書籍情報
- 鈴木大、浜岡賢次、永田晃一、SP☆なかてま 『かってに高橋ヒロシ 画業20周年記念 高橋ヒロシトリビュートコミック集』 秋田書店〈少年チャンピオン・コミックス〉 単巻

1. 2010年6月8日発売[2] ISBN 978-4-253-20154-4[2] ※「櫻の下で…」「逆転の発想!」の2編を収録[2]

- 著作：鈴木大、キャラクター原案：高橋ヒロシ 『クローズLadies』 秋田書店〈少年チャンピオン・コミックス〉 全1巻

1. 2013年12月6日発売[2] ISBN 978-4-253-20067-7[2] ※全6話を収録[2]